# Castello di Saint-Pierre
Il castello di Saint-Pierre è un maniero valdostano, sito nell'omonimo comune. Per il suo aspetto molto scenografico è diventato, insieme al castello di Fénis, uno dei monumenti simbolo della regione. Ospita il Museo regionale di scienze naturali della Valle d'Aosta.
Tra il 2008 e il 2022 il castello è stato chiuso per permettere i lavori di ristrutturazione e consolidamento dell'edificio e la riorganizzazione del percorso espositivo. L'inaugurazione del nuovo allestimento è avvenuta il 25 novembre 2022.

## Storia
Il castello di Saint-Pierre è uno dei più antichi della Valle d'Aosta e la sua esistenza è citata per la prima volta in un documento del 1191. Esso deve il nome ai suoi primi proprietari, i De Sancto Petro, ai quali si devono le due torri ancora presenti.

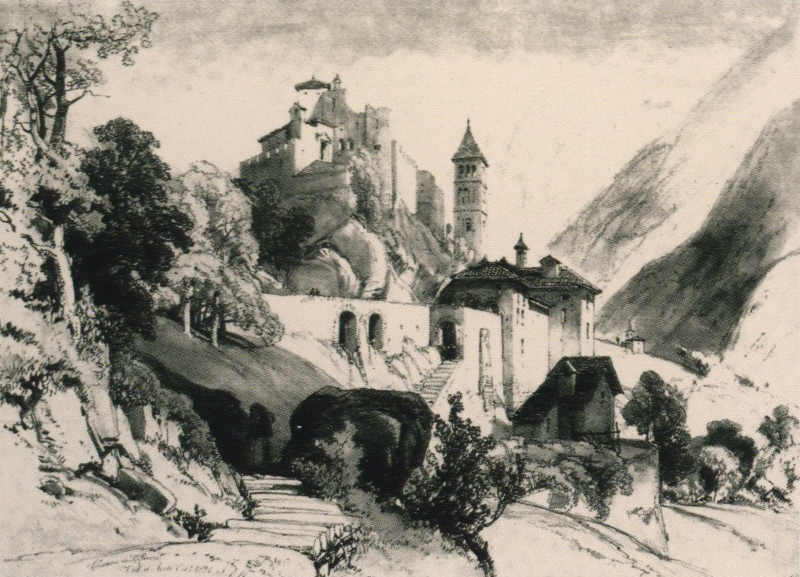
Il castello in una litografia di James Duffield Harding del 1824

Nei secoli successivi il castello passò in mano a diverse signorie, tra cui i Signori di Quart (ex de Porta Sancti Ursi), i Savoia e gli Challant, ognuna delle quali fece costruire o modificare porzioni dell'edificio a seconda delle proprie esigenze, finché nel 1600 l'intera proprietà fu acquistata dalla famiglia Roncas. Pierre-Philibert de Roncas ampliò il castello trasformandolo in una sontuosa dimora.
Le modifiche architettoniche più evidenti furono però realizzate alla fine del XIX secolo, dopo che il castello fu acquistato nel 1873 dal barone Emanuele Bollati di Saint-Pierre. Il castello era in condizioni di forte degrado, dopo essere stato trascurato per anni dai precedenti proprietari, e il barone Bollati incaricò della sua ristrutturazione l'architetto piemontese Camillo Boggio affinché la trasformasse in una residenza estiva. A lui si devono le trasformazioni che hanno dato al castello il suo attuale aspetto quasi fiabesco, come l'aggiunta delle quattro torrette decorative agli angoli del mastio.
Il castello è oggi proprietà del comune di Saint-Pierre e dal 1985 ospita il Museo regionale di scienze naturali Efisio Noussan.

## Il castello
Il castello è arroccato su uno sperone roccioso marmoreo che sovrasta la SS26 e domina il borgo di Saint-Pierre.
Esternamente appare come un unico corpo di fabbrica di forma più o meno rettangolare, composto da più edifici costruiti in epoche diverse. Nel lato nord gli edifici sono a picco sullo sperone roccioso, mentre il lato sud si affaccia su un piccolo cortile circondato da una cinta muraria merlata.
L'elemento che più risalta è il mastio centrale a pianta quadrata, che spicca per la sua altezza al centro del corpo di fabbrica principale. È sormontato agli angoli da quattro torrette decorative a pianta circolare collegate tra loro da un camminamento sorretto da una serie di archetti, aggiunte al castello durante il restauro di Camillo Boggio alla fine del XIX secolo.
Ai piedi del castello, addossata al lato meridionale dello sperone roccioso, si trova la chiesa parrocchiale di Saint-Pierre. L'edificio attuale è stato ricostruito nel 1872 sulle fondamenta di diverse chiese precedenti, la più antica delle quali risaliva a prima dell'anno mille. 

Tra la chiesa e il castello si trova l'antico campanile romanico risalente al XII secolo, costituito da una torre a pianta quadrata in pietra intonacata, sormontata da un tetto piramidale in pietra, che presenta aperture a bifora o a trifora in corrispondenza dell'alloggiamento delle campane e al piano inferiore.

## Il castello nella cultura di massa
Nel 1980, le Poste Italiane dedicarono alla rocca un francobollo da 900 lire facente parte della raccolta Castelli d'Italia.

## Galleria d'immagini

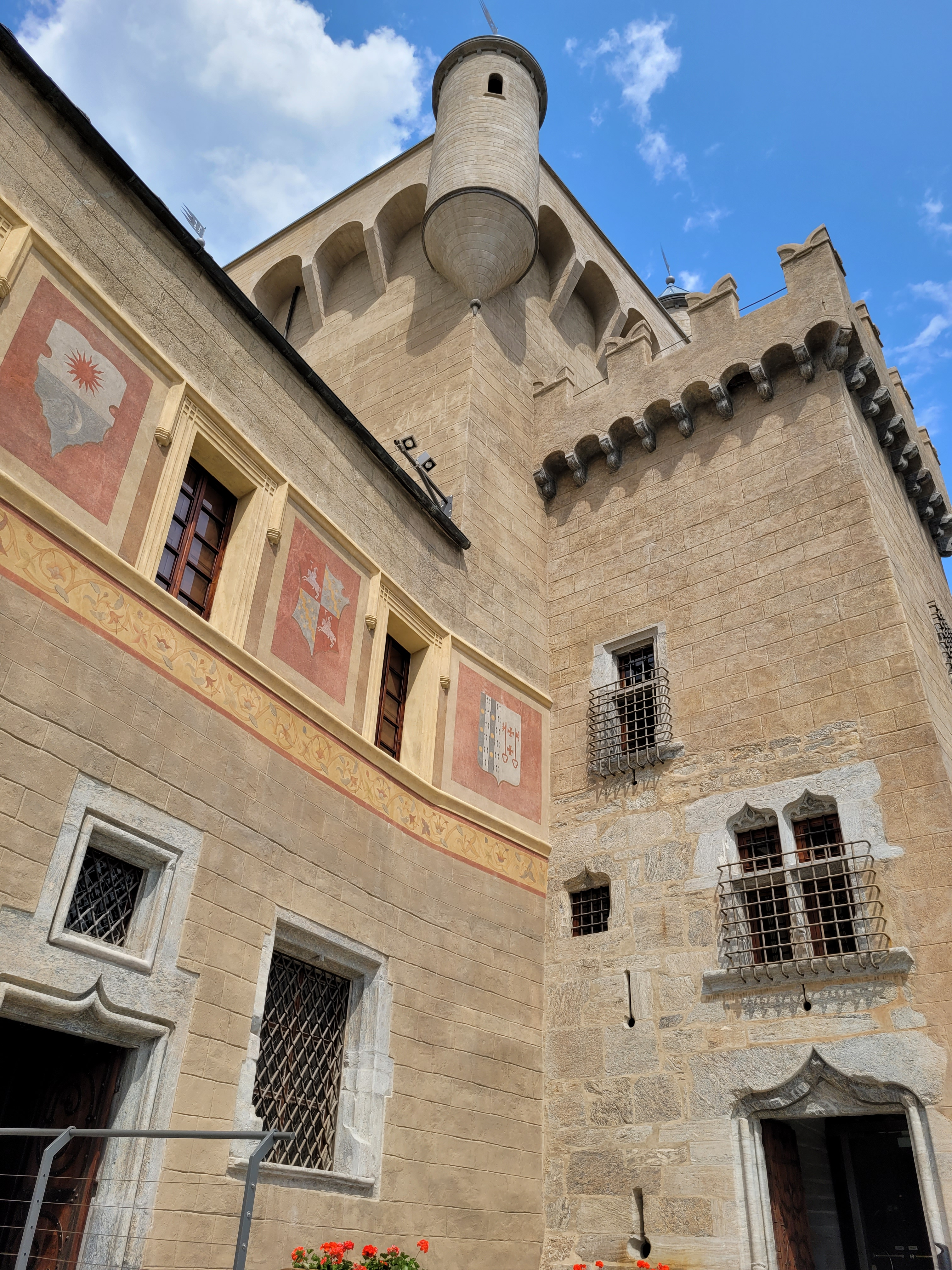
Nel cortile del castello
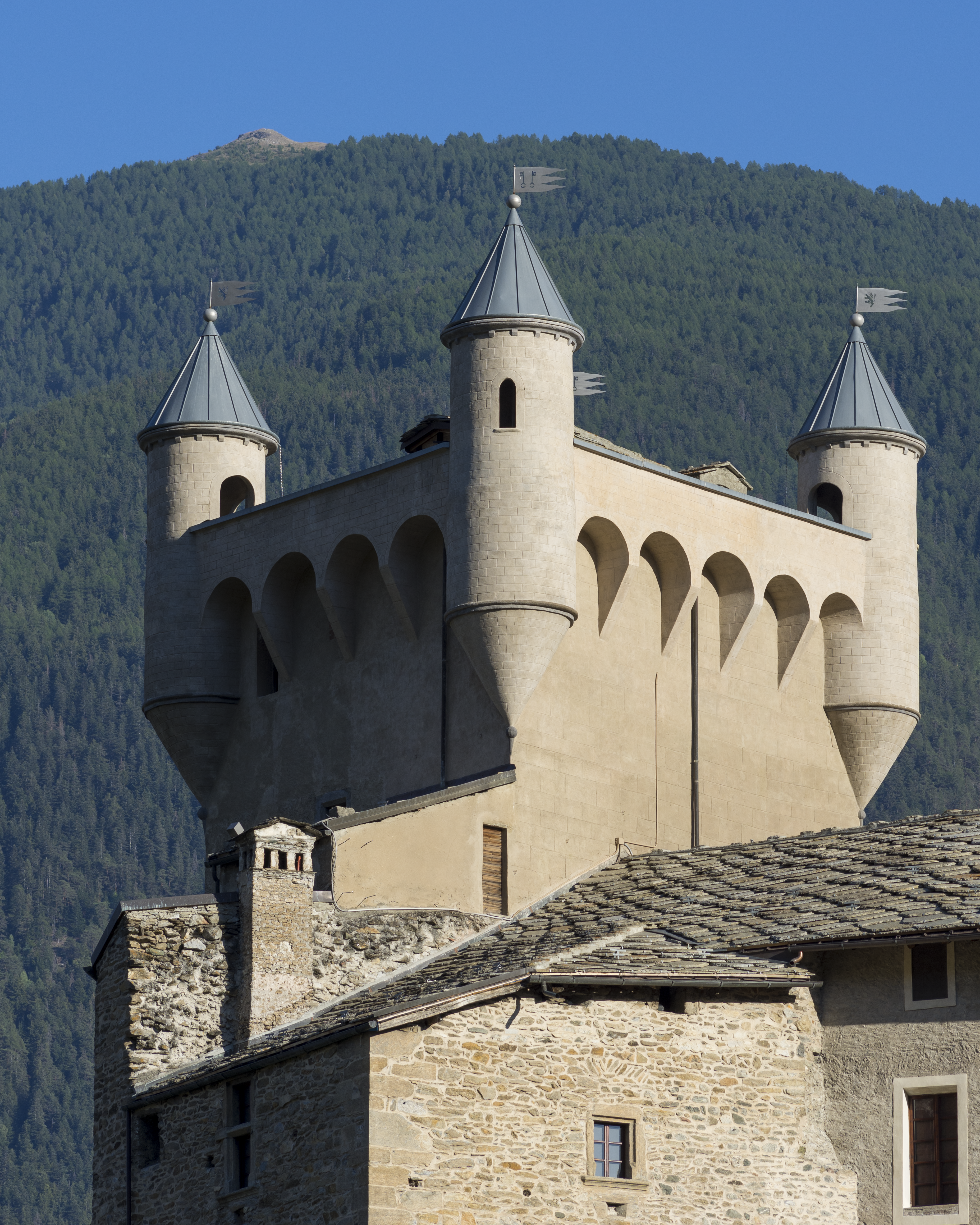
Particolare del mastio (donjon)
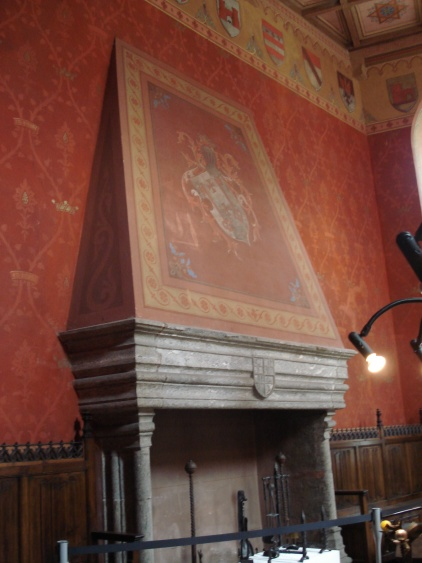
Il camino nella Sala degli stemmi
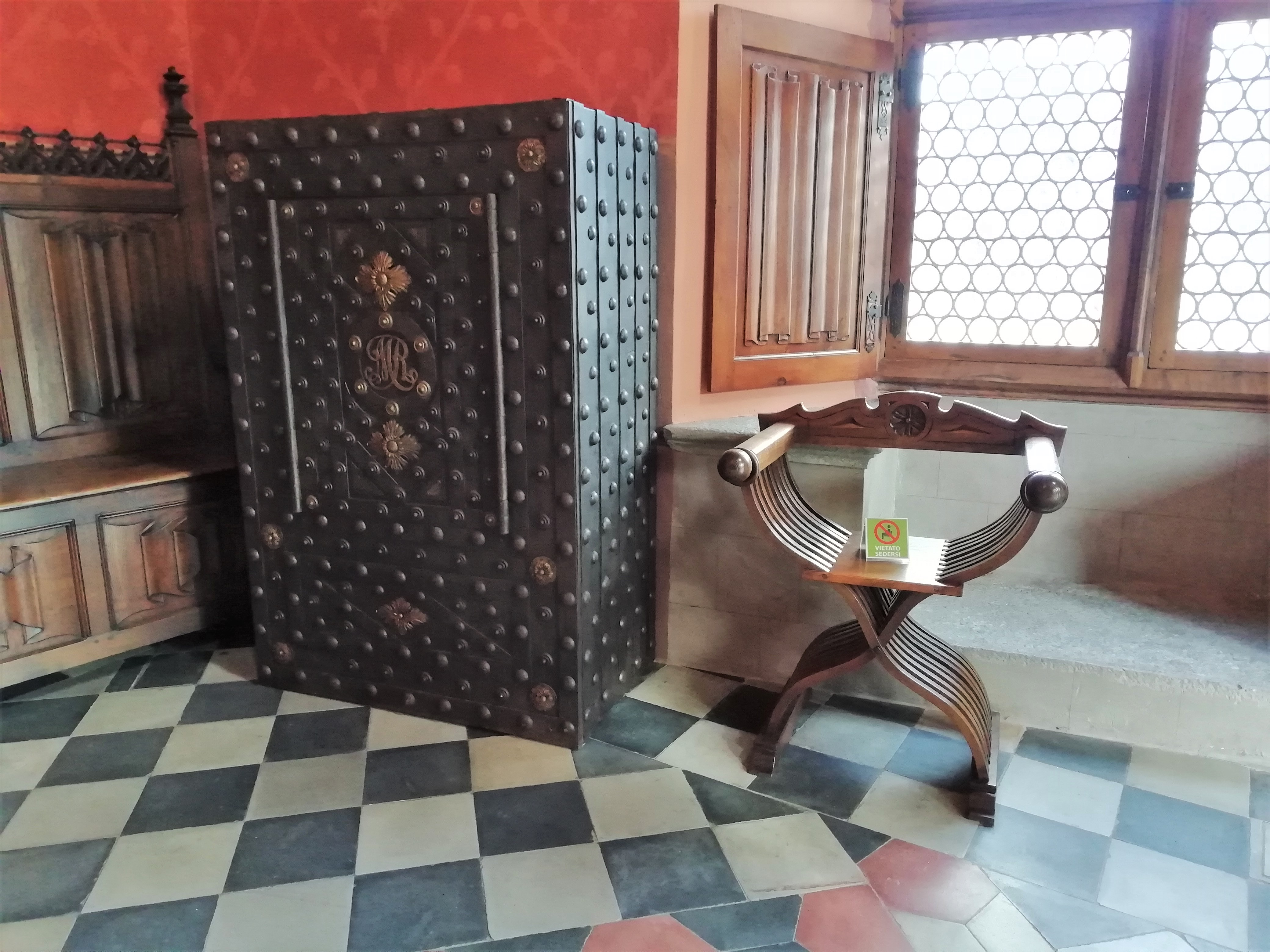
Mobilio nella Sala degli stemmi
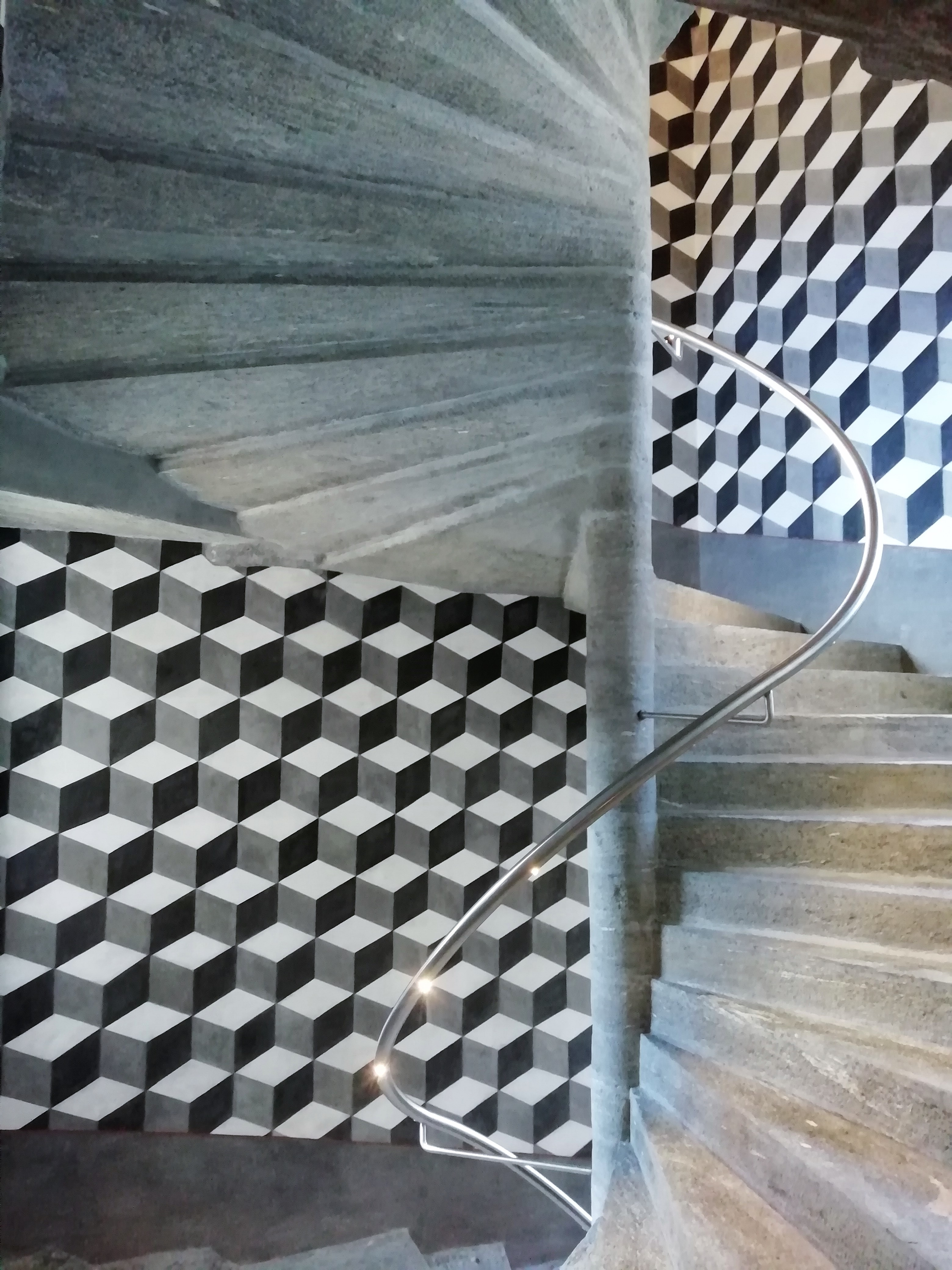
La scala a chiocciola (viret) con la caratteristica decorazione a parete
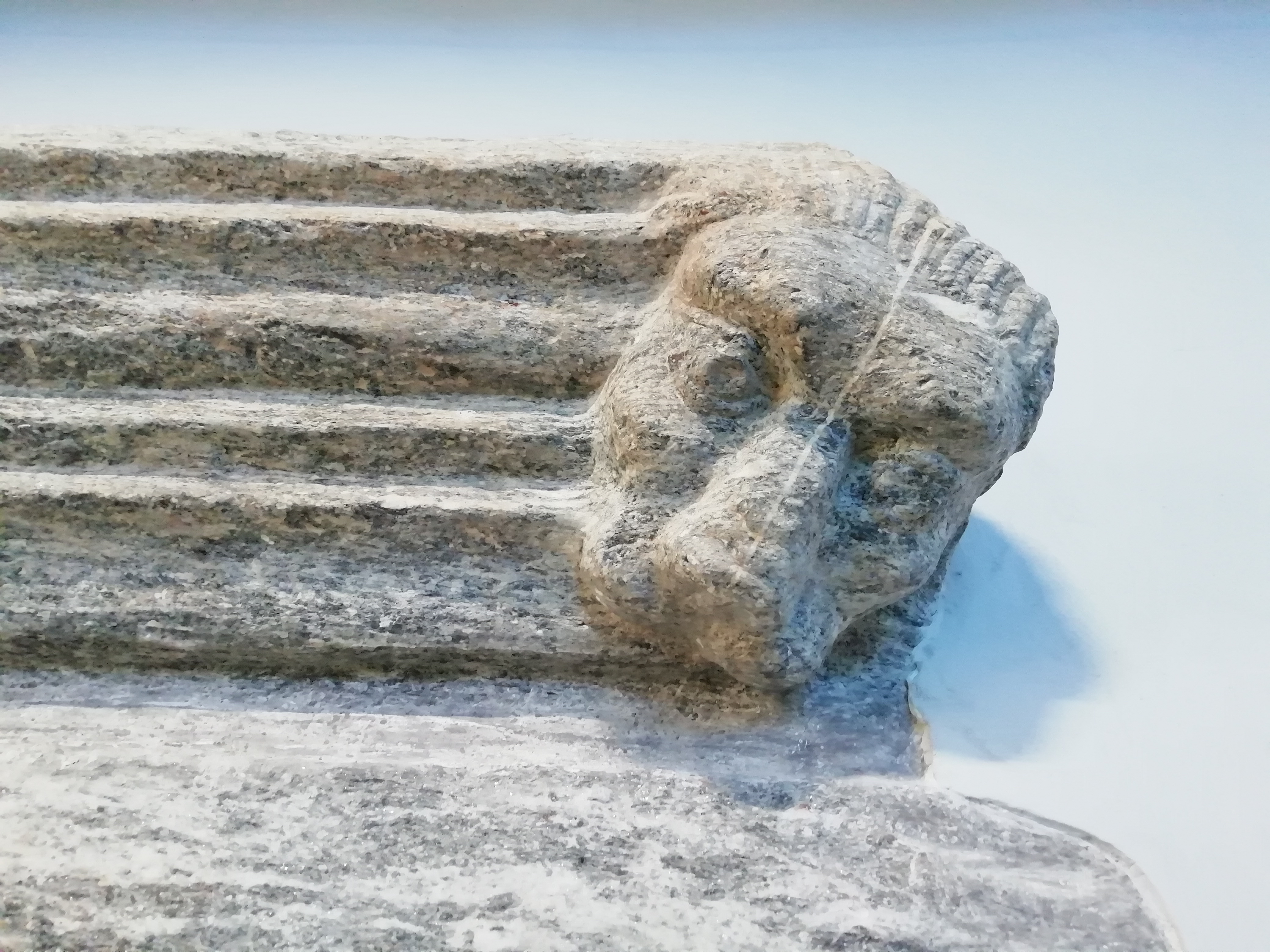
Dettaglio di pietra scolpita